# Бад-Шлема
Бад-Шлема (нем. Bad Schlema) — район немецкого города Ауэ-Бад-Шлема, образованного 1 января 2019 года путём добровольного объединения до того самостоятельных общины Бад-Шлема и города Ауэ; расположен в федеральной земле Саксония. Подчиняется административному округу Хемниц. Входит в состав района Рудные Горы (район Германии). Население составляет 4777 человек (на 31 декабря 2017 года). Занимает площадь 15,53 км².
Уроженкой Бад-Шлемы является двукратная олимпийская чемпионка в плавании Ханнелоре Анке.